# Kido Keiji Jiban
Kido Keiji Jiban (機動刑事ジバン, Kidō Keiji Jiban, vertaald als Mobile Detective Jiban) is een Japanse tokusatsu-serie geproduceerd door Toei Company als onderdeel van hun Metal Heroes series. De serie werd uitgezonden door TV Asahi van 2 januari 1989 t/m 28 januari 1990, en bestond in totaal uit 52 afleveringen en een film.

## Verhaal
De serie draait om Tamura Naoto, een detective die sinds kort werkt in Central City. Tijdens een onderzoek naar het Bioron misdaadsyndicaat wordt hij neergeschoten en voor dood achtergelaten. Hij wordt gevonden door Dr. Kenzou Igarashi, een wetenschapper wiens experimenten verantwoordelijk zijn voor het bestaan van de Bioron. Hij bouwt Tamura om tot een robotdetective genaamd Jiban.
Als Jiban bevecht Tamura de Bioron en hun agenten. Gedurende de serie wordt hij gedood door de Bioron agenten Mad Garbo en Rhinonoid, maar wordt weer tot leven gebracht als Perfect Jiban (met een blauwkleurig metalen lichaam en nieuwe wapens).
In de laatste aflevering verslaat Jiban de leider van Bioron, Dr. Kiba. Daarna ontdekt hij dat Igarashi Mayumi, de enige burger die afwist van zijn ware identiteit, zijn lang verloren zus is.

## Personages

### Protagonisten
- (Perfect) Jiban/Naoto Tamura: een detective die na te zijn neergeschoten werd omgebouwd tot een cyborg door Dr. Igarashi. Hij kan op commando veranderen van zijn menselijke gedaante naar zijn robotgedaante. Hij heeft de rang van politiecommissaris (als robot) en die van detective (als mens). Door zijn programmering volgt Jiban drie vaste regels:

1. Arresteer criminelen onder alle omstandigheden, zelfs zonder toestemming.
2. Bestraf criminelen volgens eigen inzicht indien ze leden zijn van Bioron.
3. Gebruik indien nodig geweld.

- Mayumi Igarashi: de enige burger die Jibans ware identiteit en verleden kent. Ze verloor haar geheugen bij een gevecht. Later bleek ze Jibans verloren zus te zijn.
- Shun'ichi en Shizue Igarashi: Mayumi's ouders.
- Dr. Kenzo Igarashi: een doctor die het Jiban-project opstartte om de Bioron-organisatie te stoppen. Hij stierf kort nadat Jiban was gebouwd.
- Youko Katagiri: een vrouwelijke detective uit Central City. Ze is Naoto’s meerdere en een scherpschutter.
- Kiyoshirou Muramatsu: de elite-detective van Central City.
- Seiichi Yanagida: het hoofd van het Politiedepartement. Hij hielp Dr. Igarashi met het Jiban project twee jaar geleden. Stierf toen de Jibanbasis werd vernietigd.
- Section Chief Takeko Bandou : het hoofd van de Central City detectives.
- Boy/Harry Boy: Jibans robotische assistent. In het begin was hij een gewone camerarobot, maar later werd zijn geheugen overgezet in een panda-achtige robot.

### Criminal Syndicate Bioron
Een organisatie geleid door de wetenschapper Dr. Kiba. Hun doel is Japan te veroveren middels kleinschalige aanslagen in plaats van grote aanvallen.
- Dr. Kiba: de oprichter en leider van Bioron. Hij lijkt qua uiterlijk op een mens, maar is in werkelijkheid een biomonster genaamd Kibanoid. Dit biomonster is per ongeluk ontstaan uit chemisch afval van een experiment van Dr. Igarashi. In de laatste aflevering toont hij zijn ware vorm.
- Marsha & Karsha: de eerste biolevensvormen gemaakt door Kiba. Ze kunnen transformeren in kleine spinnen om zo mensen te bespioneren.
- Mad Garbo (17-): een cyborg gemaakt om Jiban te vermoorden. Ze slaagde hierin in aflevering 34 met de hulp van de bionoid genaamd “Rhinonoid”, maar Jiban keerde achteraf weer terug als Perfect Jiban. Uiteindelijk wordt ze door hem verslagen.
- Queen Cosmo (28-46): een levensvorm die lijkt op een menselijke vrouw. Zij is sterker dan de andere Bioronagenten. Naar eigen zeggen is ze gemaakt van ruimteafval. Hoewel ze samenwerkt met de Bioron, wil ze de aarde voor zichzelf veroveren.
- Masques: de soldaten van de Bioron. Kunnen zich vermommen als mensen.
- Bionoids: monsters gemaakt door Dr. Kiba.

## Soundtrack
Op 27 maart 2004 werd een gelimiteerde editie van de soundtrack van Mobile Detective Jiban uitgebracht. Deze soundtrack bevat alle muzieknummers uit de opening en aftiteling van de serie, en wat van de achtergrondmuziek.
Lijst:
1. The Mobile Cop (Kido Keiji) Jiban (TV Size)
2. Huan eno Jyokyoku
3. Baioron no Inbou
4. Baionoido Hunter
5. Monster Dream
6. Central City Sho no Seishun
7. Midnight Patrol
8. Baionoido no Anyoku
9. Machikado no Kanashimi
10. Matenrou Hyoryu
11. City Chaser
12. Shuto Koubo
13. Mukaeutsu Jiban
14. Emergency
15. The Mobile Cop (Kido Keiji) Jiban (Karaoke version)
16. Rejin Shutsugeki!
17. Gayjyshu no Jiban
18. Hisatsu! Maximilian Sword
19. Mayumi to Naoto
20. Mirai Yoho wa Itsumo Hare (TV Size)

## Uitzendingen buiten Japan
Jiban werd ook uitgezonden in andere landen, vaak nagesynchroniseerd in de taal van dat land.
| Land          | Zender                                                                   | Taal      |
| ------------- | ------------------------------------------------------------------------ | --------- |
| Brazilië      | Rede Manchete                                                            | Portugees |
| Ecuador       | Ecuavisa (Guayaquil - Channel 2) (Quito - Channel 8)                     | Spaans    |
| Frankrijk     | TF1                                                                      | Frans     |
| Maleisië      | TV-3                                                                     | Maleis    |
| Panama        | Channel 13                                                               | Spaans    |
| Peru          | Pantel                                                                   | Spaans    |
| de Filipijnen | IBC-13 in 1995 GMA-7 in December 2006 & Soon SOLAR Entertainment in 2000 | Tagalog   |
| Thailand      | M.C.O.T. Moden Nine TV                                                   | Thai      |
| Uruguay       | Channel 10                                                               | Spaans    |

## Movie
- Kido Keiji Jiban

## Cast
- Naoto Tamura/Kido Keiji Jiban: Shutaira Kusaka (Marco in the Philippine version)
- Dr. Kenzo Igarashi: Hajime Izu
- Dr. Kiba: Leo Meneghetti
  - Dr. Kiba: Shōzō Iizuka (stem)
- Mayumi Igarashi: Konomi Mashita
- Youko Katagiri: Michiko Enokida
- Ryuu Hayakawa: Ryohei Kobayashi
- Masayuki Suzuki: Dr.Kojiro
- Yanagida: Akira Ishihama
- Marsha: Ami Kawai
- Karsha: Akemi Kogawa
- King Tanaka: Toru Odaira (Ep.13-29)
- Seishiro Muramatsu: Kunio Konishi
- Mad Garbo: Kazuko Yanaga
- Queen Cosmos: Yoko Asakura
- Verteller: Toru Ohira

## Media
Jibans afleveringen en de film zijn in Japan uitgebracht op vhs tapes. Een dvd uitgave staat op de planning. De serie zal in de dvd-uitgave waarschijnlijk in andere talen worden ondertiteld.

## Trivia
- Hoewel het embleem op Jibans hoofd het symbool van de Japanse politie is, is het embleem op zijn borst een Amerikaanse sheriffster.
- Jiban werd geïnspireerd door het succes van de film Robocop, en door de serie Robotto Keiji.
- Dr. Kiba werd gespeeld door de Italiaanse acteur Leo Meneghetti. De stem van het personage werd ingesproken door Shozo Izuka.
- Ryohei Kobayashi, de acteur die Ryuu Hayakawa speelt, speelde ook de rol van Fumiya Hoshikawa/Five Black in Chikyuu Sentai Fiveman.